# Детмансдорф
Детмансдорф (њем. Dettmannsdorf) општина је у њемачкој савезној држави Мекленбург-Западна Померанија. Једно је од 64 општинска средишта округа Нордфорпомерн. Према процјени из 2010. у општини је живјело 1.049 становника. Посједује регионалну шифру (AGS) 13057020.

## Географски и демографски подаци
Детмансдорф се налази у савезној држави Мекленбург-Западна Померанија у округу Нордфорпомерн. Општина се налази на надморској висини од 37 метара. Површина општине износи 44,4 km². У самом мјесту је, према процјени из 2010. године, живјело 1.049 становника. Просјечна густина становништва износи 24 становника/km².